# Cuando hay pasión
Cuando hay pasión é uma telenovela venezuelana exibida em 1999 pela Venevisión.

## Elenco
- Fedra López - Ines de Jesus Leal
- Jorge Reyes - Luis Guillermo Nuñez Anzola
- Jaime Araque - Diego Andres Anzola Miralle
- Ana Karina Casanova - Marisela Malave
- Carlos Olivier - Reinaldo Nuñez Anzola / Piere Diboa
- Tatiana Capote - Flavia Malave
- Raul Amundaray - Felix Manuel Escobar
- Miriam Ochoa - Bertha Betancourt
- Julio Pereira - Robert Armando Malave
- Gabriel Fernandez - Padre Dario Ignacio
- Niurka Acevedo - Daniela Malave Betancourt
- Julio Alcazar - Armando Malave
- Eva Blanco - Assunta
- Isabel Moreno - Emperatriz Malave
- Cristina Obin - Chepina
- Marisela Buitriago - Solbela
- Judith Vasquez - Sonia
- Adelaida Mora - Martica
- Carmen Francia - Brigida
- Virginia Garcia - Diana Mendoza
- Jose Vieira - Aldo
- Mario Brito - Campusano
- Mauricio Renteria - Walter Bracamont
- Alexis Escamez - Asdrubal
- Lisbeth Manrique - Doris Yepez
- Deyalit Lopez - Carolina
- Jeanette Flores - Yelitza Josefina Urbina
- Jeinar Moreno - Gabriela Nuñez Anzola
- Kassandra Tepper - Victoria Nuñez Anzola
- Asdrubal Blanco - Jean Paul Nuñez Anzola
- Wilmer Machado - Jose Isabel - Cheyito